# Jean-Claude Beton
Pour les articles homonymes, voir Beton.
Jean-Claude Beton est un industriel français, né le 14 janvier 1925 à Boufarik, près de Blida (Algérie), et mort le 2 décembre 2013 à Marseille. Il est le fondateur de la compagnie Orangina.

## Biographie

### L'origine de l'Orangina
Jean-Claude Beton est le fils de Germaine Derai et de Léon Beton, qui élabore et commercialise des huiles essentielles de lavande et de géranium près d'Alger et qui recherche à cette époque des débouchés pour la production d’oranges de la région. Sa visite de la foire de Marseille, à l'automne 1935, lui fera faire la rencontre de sa vie et la fortune de son fils. En effet, Léon Beton rapporte à Boufarik, dans la plaine de la Mitidja, couverte d'orangeraies,  la précieuse formule à l’origine d’Orangina, inventée par un pharmacien de Valence en Espagne.
Le docteur Trigo Mirallès, pharmacien à Valence, vient en effet de mettre au point un concentré de jus d'orange, qu’il a appelé Naranjina, « petite orange » en espagnol.
La bouteille de Naranjina est un flacon ventru qui contient du concentré d'orange. Au lieu d’un bouchon ordinaire, elle est fermée par une fiole renfermant elle-même de l'huile essentielle d'orange.
En 1936, c'est ce concentré, additionné d'eau sucrée puis gazéifié, que le docteur Trigo baptise « Orangina, soda de Naranjina » et que Léon Beton présente avec un succès immédiat à la foire d’Alger. Jean-Claude, âgé alors de onze ans, accompagne son père et observe.
La bouteille n’a pas encore trouvé sa forme définitive. Léon Beton, confiant dans le potentiel de la formule, rachète celle-ci au pharmacien espagnol.
Il faudra encore attendre quelques années pour que le potentiel de la recette soit exploité. En effet, en 1939, le déclenchement de la guerre entraîne l'arrêt de toute tentative de création d'entreprise.

### La renaissance algérienne
1946 : Jean-Claude Beton a terminé ses études d’ingénieur agronome et son service militaire en Allemagne dans le secteur d'occupation française de l'Allemagne. Malgré son jeune âge, il décide à son retour en Algérie de relancer la marque Orangina, avec l’aide de ses deux oncles maternels Lucien et Edmond Derai, lesquels lui avancent avec son père les fonds nécessaires.
Les années 1950 : Jean-Claude Beton, à 26 ans, fonde le 23 janvier 1951 la Compagnie Française des Produits Orangina (CFPO). Convaincu que l’avenir de ce soda est tout tracé du fait de la médiocre qualité des produits distribués à cette époque, il commence par redessiner la bouteille en lui donnant cette forme unique qui deviendra célèbre, et il s’attache immédiatement à conquérir le marché algérien.
Tandis qu’il produit à Boufarik les concentrés, il accorde à deux embouteilleurs, les Ets Marin et les Ets Montserrat, des licences de fabrication et de distribution d’Orangina en Algérie. Il s’efforce de mettre en œuvre des méthodes commerciales modernes, pratiquant ce qu’on n’appelait pas encore couramment le marketing. Jean-Claude Beton comprend tout de suite qu’il doit s’attacher à gérer sa marque et sa communication. Sa formule commerciale n’est pas sans rappeler la méthode de The Coca-Cola Company, lorsqu’il fournit le concentré qu’il fabrique et dont il a le secret à un réseau de concessionnaires embouteilleurs. Par la suite, ce système lui permettra de se développer rapidement sur plusieurs territoires à la fois en ne disposant en propre que d’une infrastructure légère, à savoir il fournit le concentré, gère l'image de la marque, des concessionnaires embouteillent et livrent les points de vente[Selon qui ?]. Tout en demandant aux embouteilleurs de participer aux investissements, il les encadre et les encourage à mettre en place le produit en priorité dans les bars, mais aussi dans les stades, les casernes, les bals, et d’une façon générale en toute circonstance possible, lors des fêtes populaires, des événements sportifs ou culturels. Il faut partout occuper le terrain et être visible par le consommateur[réf. nécessaire]. Doté d’un fort charisme et d’un sens relationnel incontesté[réf. nécessaire], Jean-Claude Beton est vite adopté par la profession[Laquelle ?]. Les nombreux producteurs d’orange de la région voient en lui et en son entreprise un nouveau débouché pour écouler les récoltes et développer la production.
Les débuts sont  néanmoins difficiles pour Jean-Claude Beton, qui doit relever trois défis[réf. nécessaire] : il n’est pas facile de faire accepter aux cafetiers la bouteille boule. Par ailleurs, la concurrence est vive (Pschitt orange et citron, Vérigoud, Vittel Délices, Crush ainsi que de petites marques bien implantées localement). Le dernier handicap est le manque de notoriété que doit surmonter tout nouvel arrivant.
Après avoir bien installé sa marque en Algérie, au Maroc et en Tunisie, il décide de traverser la Méditerranée pour promouvoir Orangina en ville.

### La conquête de la France métropolitaine
Jean-Claude Beton signe un accord de distribution en France avec les sociétés Fruidam à Paris, Denni à Strasbourg, Milles à Perpignan et la Rhodanienne de boissons à Marseille créée à l’occasion par lui-même, ce qui donne à la marque une stature nationale. C’est ainsi que l’on trouve, dès 1953, des bouteilles Orangina en vente sur les Champs-Élysées.
En 1952, Jean Giraudy, qui est à la tête d’un puissant réseau national d’affichage, présente à Jean-Claude Beton un peintre affichiste en devenir : Bernard Villemot. Les deux hommes sympathisent et le jeune industriel demande à l’artiste de lui proposer la maquette d’une future affiche. Il faut qu’y figure en gros plan la petite bouteille ventrue et la formule « à la pulpe d’orange ». Ainsi Jean-Claude Beton a su tourner avec ingéniosité la règlementation qui interdit aux sodas de représenter le fruit dans leur publicité : il montre la bouteille, mais sa bouteille à la forme et la couleur du fruit ! Pour compléter le portrait de cette bouteille-orange, Villemot ajoute un zeste d'orange en guise de parasol. L’idée, géniale parce que simple et novatrice, explique en partie le succès de l’affiche, du produit et de l’entreprise.
La première campagne de 1953 est un succès. Elle obtient le grand prix de l’affichage et une longue collaboration va s’engager alors entre l’artiste et le jeune capitaine d’industrie. Plus de vingt-cinq affiches verront le jour. Cette collaboration ne s’arrêtera qu'à la mort de l’artiste en 1989. On reconnaît là un trait du caractère de Jean-Claude Beton : sa fidélité à ceux qu’il apprécie.
Les années 1960 : Jean-Claude Beton communique sur tous les médias : les radios, la presse, l’affichage, le cinéma. Il organise des caravanes publicitaires et lance, au retour d’un voyage aux États-Unis, un nouvel emballage de six bouteilles en verre perdu, le cluster pack.
Il s’intéresse à la publicité télévisée dès ses commencements en France et réalise en 1969 son premier spot.
Les années 1970 : Pour accompagner la montée en puissance de la grande distribution, Jean-Claude Beton lance de nouveaux conditionnements et travaille avec de grands noms[Qui ?] Pierre Etaix, Jean Jacques Annaud, Alain Chabat, Carlos Saura  etc etc pour la création de nouveaux films publicitaires à succès.
Afin de créer des liens entre fournisseurs , clients , consommateurs, intervenants publicitaires , Il crée la Confrérie de l’orange ou une fois par an lors de voyages généralement a l'étranger ces gens là se rencontrent [réf. souhaitée]

### Un succès international
Jean-Claude Beton lance Orangina aux États-Unis sous le nom d’Orelia en 1978, la marque Orangina n'étant pas disponible.
Les années 1980 : Le 14 janvier 1985 la marque Orangina rejoint le groupe d’alcool Pernod Ricard, qui souhaite se diversifier. Jean-Claude Beton devient administrateur de ce même groupe. En 1989 Françoise Beton, fille de Jean-Claude, diplômée de Sup. de co Marseille, a l'idée de capter l’air en vogue du moment, la Lambada, et de la lier à la marque dans les spots publicitaires de l'époque.
Les années 1990 : Jean-Claude Beton prend du recul et devient président d’honneur d’Orangina. Il cède son fauteuil de président à Michel Fontanes et se consacre alors à d'autres investissements comme l'eau de Néa une eau de cologne aux senteurs provençales.
Il acquiert en 1988 le château Grand Ormeau, dans l'appellation Lalande-de-Pomerol. À la tête de sa société Forbees, il se consacre depuis au devenir de son vignoble de 12,7 hectares dans le Bordelais. Sa fille Françoise Beton, après une carrière au sein du groupe Orangina, prend sa succession à la tête du Château en janvier 2008. Il investit également dans une oliveraie du pays d'Aix.

### Vie privée
Marié le 24 juin 1957 à Madeleine Ayache, il a deux enfants : Françoise née en 1958 et Éric né en 1960.

## Autres activités
Depuis 1990, il est président d’honneur de la CFPO, cofondateur du consortium des agrumes de Sassandra en Côte d'Ivoire, de Frumat au Maroc et de la Rhodanienne de transit à Marseille. Conseiller du commerce extérieur et ancien administrateur du groupe Pernod Ricard. Président de la Forbees et gérant du groupement foncier agricole Grand Ormeau Lalande Pomerol, domaine qu'il a racheté en 1988. Chairman de la Beton citrus company aux États-Unis.

## Publications
- L’Aventure de l’orange, 1988.
- le Fruit de mes passions, 2005.
- " Le goût des autres " 2009.

## Décorations
- 1970 : Chevalier dans l'ordre National du mérite ;
- 1975 : Chevalier de la Légion d'Honneur ;
- 1985 : Officier de la Légion d'Honneur ;
- 1996 : Commandeur de la Légion d'honneur ;
- 2005 : Commandeur dans l'Ordre national du Mérite agricole ;
- 1990 : Chevalier des Palmes académiques ;
- Le 7 avril 2010, Jean-Claude Beton reçoit des mains du président Nicolas Sarkozy les insignes de grand officier de la légion d'honneur.
- Le 1er décembre 2016, trois ans après sa mort, une plaque de rue à son nom a été dévoilée pour lui rendre hommage. L'esplanade Jean-Claude-Beton se situe dans le 8e arrondissement de Marseille, à côté du rond-point Henri-Frenay[6].